# Kim Sam-soo
Dans ce nom coréen, le nom de famille, Kim, précède le nom personnel.
Kim Sam-soo  (coréen : 김삼수), né le 8 février 1963 à Daejeon en Corée du Sud, est un footballeur international sud-coréen, qui évoluait au poste de milieu de terrain, avant de devenir ensuite entraîneur.

## Biographie

### Carrière de joueur

#### Carrière en club
Kim Sam-soo joue en faveur de plusieurs clubs sud-coréens, notamment le Lucky-Goldstar Hwangso.

#### Carrière en sélection
Avec les moins de 20 ans, il participe à la Coupe du monde des moins de 20 ans 1981 organisée en Australie. Lors du mondial junior, il joue trois matchs : contre l'Italie, la Roumanie, et le Brésil.
Kim Sam-soo reçoit 16 sélections en équipe de Corée du Sud, inscrivant un but, entre 1984 et 1988.
Il figure dans le groupe des sélectionnés lors de la Coupe du monde de 1986. Lors du mondial organisé au Mexique, il ne joue aucun match.

## Palmarès
| Hyundai Horang-i - Championnat de Corée du Sud : - Vice-champion : 1986. - Coupe de la Ligue sud-coréenne (1) : - Vainqueur : 1986. |  | Lucky-Goldstar Hwangso - Championnat de Corée du Sud : - Vice-champion : 1989 et 1993. - Coupe de la Ligue sud-coréenne : - Finaliste : 1992. |